# バイオハザードV リトリビューション
『バイオハザードV リトリビューション』（バイオハザードファイブ リトリビューション、原題：Resident Evil: Retribution）は、2012年9月14日に日米同時公開のホラーアクション映画。3D上映も行われた。PG12指定。
サブタイトルの 「Retribution」は報復、報いを意味する。

## 概要
本作は前作『IV』のラスト直後から続く形で始まる展開となっている。主な舞台はアンブレラ社の生物兵器研究における最高機密オペレーション施設「アンブレラ・プライム」であるが、その中にある生物兵器のシミュレーション実験場という形でアメリカのニューヨーク（タイムズ・スクエア）、日本の東京（渋谷）、ロシアのモスクワ（赤の広場）の街が登場する。
クリーチャーはリッカーや処刑マジニが再登場する他、『バイオハザード4』『バイオハザード5』に登場した寄生虫プラーガが初登場。その他、ゲームでの主要人物である「エイダ・ウォン」「レオン・S・ケネディ」「バリー・バートン」も設定の違いは存在するものの登場する。

## ストーリー
アルバート・ウェスカーとの死闘を終え、アルカディア号に囚われていた生存者達を救出して甲板へ出てきたアリス・アバーナシーを、上空からアンブレラ社の戦闘部隊が急襲する。それを率いていたのは、かつてアリスと共に戦った仲間のジル・バレンタインだった。圧倒的な戦力差を前にそれでも一人戦うアリスは、多大な犠牲者を生んだ壮絶な銃撃戦の末に戦闘機の墜落に巻き込まれ、海へ転落する。体が深く沈みゆく中、アリスは絶望感と孤独感に打ちひしがれ、意識が遠のいていった。
意識を取り戻すと、目の前には平和な家庭があった。耳の不自由な娘と頼もしい夫に囲まれ、アリスは主婦として幸せな朝のひと時を過ごしていたが、そこへアンデッドが襲来したことで、周囲はたちまち地獄絵図へ変わる。娘を連れて逃げ出したアリスはとある民家へ落ち延びるが、そこで娘を隠してアンデッドを撃退した直後、新たなアンデッドに襲われる。それは、自宅で身を挺してアンデッドから逃がしてくれた夫の変わり果てた姿だった。
再び意識を取り戻すと、アリスは謎の実験施設の独房に囚われていた。そこでジルから執拗な拷問を受けるが、突然セキュリティシステムが停止し、独房の扉が開く。アリスは逃走の末に施設の制御室へ到着するが、そこでアンブレラ社の元工作員エイダ・ウォンに出会う。アリスがエイダを殺そうとした時、モニター越しにある人物が現れる。それは、死んだはずのウェスカーだった。ここがアリスだけでは脱出が困難な場所であり、エイダがウェスカーの命令で救出に来たことを知ったアリスは、やむなくエイダと行動を共にするが、すぐそこにジル率いるアンブレラの攻撃部隊や強力なアンデッド、そして生物兵器が迫っていた。

## キャスト

### 主要人物
アリス・アバーナシー（Alice）
演：ミラ・ジョヴォヴィッチ
シリーズの主人公で元アンブレラ社の特殊部隊工作員。T-ウイルスに汚染されたハイブから感染なしで生き延びた唯一の人間である。
「アリス計画」と称されるアンブレラ社の実験で、注入されたT-ウイルスに完全適合し、ウイルスを細胞レベルで取り込んだことによって、テレキネシスや超人的な身体能力を得た。しかし、前作でウェスカーに体内のT-ウイルスを中和する血清を打たれたため、本作ではそれらの能力を失ってしまっている。
前作の直後から始まったアンブレラの強襲部隊との銃撃戦で海面に叩きつけられて意識を失い、アンブレラ社に囚われ、ロシアの海底実験施設「アンブレラ・プライム」に幽閉されていたが、ウェスカーによって窮地を救われる。そして画面越しのウェスカーに導かれるまま彼の派遣したアリス救出チームと合流し、アンブレラ・プライムからの脱出を試みる。
アンブレラ・プライムでは、精密に再現された渋谷、ニューヨーク、モスクワ等の世界中の都市を巡り、そこでT-ウイルスや、アンブレラが開発した寄生生物「プラーガ」によって生み出された生物兵器、クローンとして蘇ったかつての仲間であるレイン、ワン、カルロス、そして洗脳されたジルと攻防を繰り広げることになる。
また、自分を母親と慕うクローンの少女ベッキーとの出会いや、『III』でアイザックス博士が製作したアリスのクローンとは異なる自身のクローンがここで製作され、様々な役割を与えられては、生物兵器の餌食となっていることを知る。かつての敵であるウェスカーが味方になり、かつての仲間であるレイン、ジル、カルロスが敵になるという不可思議な状況をいくつも経験する。
紆余曲折の末に、不可思議な状況下を潜り抜け、アンブレラ・プライムから脱出した後は、ワシントンD.C.に赴き、自身を救ったウェスカーと直に再開を果たす。そこで、直に対面したウェスカーから特殊な薬品を強引に注入されたことで、失われていた能力を取り戻すことになり、彼に促される形でアンブレラやレッドクイーンとの最終決戦に臨むことになった。
本作では、洗脳やプラーガ寄生体の影響で超絶的な能力を有したジルやレイン達を相手に力が及ばず、強いキャラクターとして描かれていたこれまでのシリーズ作品とは異なり、全体的に劣勢を強いられる場面が多い。
アルバート・ウェスカー（Albert Wesker）
演: ショーン・ロバーツ
アンブレラ社の元上級幹部で、アンブレラでは各支部からなる委員会の議長を務めており、前作でアリス達に倒されたかに見えたが生存していた。生存した理由に関しては、本作の小説版では前作に登場したウェスカーは、彼のクローンだったと語られているが、映画でも同様の理由なのかは語られていない。
本作では、アンブレラ社の全実権を握って全人類を滅亡させようと目論むレッドクイーンに反旗を翻し、アンブレラを離脱したと語る。その際、アンブレラで自身の部下であったエイダ・ウォンを引き抜いている。
文明社会最後の砦であるワシントンD.C.のホワイトハウスで、大統領の代わりの地位についており、ワシントンD.C.でレッドクイーンとの攻防戦の陣頭指揮を執っている。しかし、状況は劣勢であり、これを打破するために、T-ウイルスの完全適合者であり、強力な潜在能力を持つアリスを戦いに参加させる計画を立案する。これを実現するために、合衆国の大統領直属の特別エージェントで、救出任務のエキスパートであるレオン・S・ケネディをリーダーに据えたアリス救出チームを編成し、救出チームメンバー6人をアリスが囚われているロシアの生物兵器のシミュレーション施設「アンブレラ・プライム」に派遣した。
自身はホワイトハウスの大統領執務室の中から救出作戦に参加し、アンブレラ・プライムの外部から施設のセキュリティに不正アクセスを仕掛け、拘束室919で拷問を受けていたアリスを救い出した。その後モニター越しにアリスと再会し、自分のことを全く信用しようとしないアリスに対して救出作戦の概要と、アンブレラ・プライムの施設情報を伝えた。
映画の終盤でアリスが無事に救出され、大統領執務室にやってきた際は、アリスに対して強引に薬品を注射し、彼女の失われた特殊能力を引き出した。そしてレオン、エイダ、ジル、アリスと共にレッドクイーンとの最終決戦に臨む。
レッドクイーン（Red Queen）
演：ミーガン・シャルパンティエ（声：アヴェ・マーソン・オブライアン）
シリーズ第一作『I』に登場したアンブレラ社が開発した最先端の人工知能。
本作ではアリスを捕らえた施設「アンブレラ・プライム」の全システムを支配下に置き、アンブレラ社の全実権を握る事実上のボスキャラクターとなっている。施設内でのアリスや彼女の救出チームの動きを逐一監視し、ジル率いる攻撃部隊に命令を下したり、生物兵器を刺客として差し向けたりするなど、目的のためには何人でも躊躇なく犠牲にする冷酷非情を持つ。
文明社会最後の砦であるワシントンD.C.に攻撃を仕掛けており、ウェスカー曰く、暴走して全人類を抹殺しようと目論んでいるとのことである。

### アリス救出チーム
レオン・S・ケネディ（Leon S. Kennedy）
演：ヨハン・アーブ
ウェスカーにより派遣されたアリス救出チームのリーダー。元は警察官で、現在はアメリカ合衆国の特別エージェントという肩書を持ち、世界中のアンブレラの施設の場所を把握している。また、とある救出任務において多大な成果を上げたことから、救出任務のスペシャリストであるとも解説されている。
ワシントンD.C.のホワイトハウスで、合衆国大統領の代わりを務めていたアルバート・ウェスカーの命を受けて、アリス救出のためにロシアに存在する施設アンブレラ・プライムに派遣される。
ウェスカーに関しては、素性が不明な点が多く、完全に信用しているわけではないが、レッドクイーンの攻撃によって文明社会最後の砦であるワシントンD.C.が壊滅寸前になったため、やむを得ずウェスカーの言葉を信じ、この窮地を打破することができるアリスの救出に来たと劇中で語っている。
救出チームメンバーの一人であるエイダ・ウォンとは昔から付き合いがあり、彼女に絶大な信頼を寄せている。彼女がアンブレラに捕まって生死不明の状態になり、アリスやメンバーの全員が生存を絶望視していた中でも一人彼女の生存を信じていた。
アリス一人の救出のために仲間が多く犠牲になっていることに不満を持ち、クローンの少女ベッキーが巨大リッカーに連れ去らわれた際に、単独で行動しようとするアリスと意見がぶつかる一幕もあったが、最終的にアリス達と共にアンブレラ・プライムからの脱出に成功した。
その後、地上に追撃してきたクローンレインとの肉弾戦で、骨折させられて戦闘不能に陥ったが、アリスやジルの活躍によって窮地を打破し、アリス達と共に生還した。その後に訪れたワシントンD.C.でレッドクイーン率いるアンデッド軍団との最後の戦いに臨んだ。
劇中ではレインが寄生生物「プラーガ」を注射して自身を強化した際に、「プラーガ寄生体（The Las Plagas parasite）」とつぶやいて正式名称を把握していた他、小説版ではプラーガの詳細な効能も把握していたことなど、プラーガに関する造詣は深く、過去に何か因縁があったことが示唆されている。
小説版では、警察官時代の情報も記載されており、原作同様、ラクーンシティ警察（R.P.D.）所属の警官で、ラクーンシティ壊滅前に、シティ郊外にあるアークレイ山地で発生していた地猟奇殺人事件の捜査中に消息を絶ち、表向きは事故による殉職となっていた。同事件を追っていたジルはアンブレラ社の正体を知ったが、レオンが死亡した（と思われていた）ことの責任を追及されて停職（圧力）を受けてしまう。
原作ゲームシリーズでは複数の作品で主人公などを務める重要人物の一人であり、実写映画版シリーズでは本作で初登場となった。本作における合衆国エージェントといった肩書や衣装などの設定は、主に原作ゲーム『4』に準じており、カムチャッツカ半島の雪原に初登場した際には、原作『4』の序盤で彼が着用していたボンバージャケット姿で登場する。アンブレラ・プライムに潜入した後は、ジャケットを脱ぎ捨て、『4』のChapter1-3以降の姿と同様の出で立ちになった。
エイダ・ウォン（Ada Wong）
演：リー・ビンビン（声：サリー・カーヒル）
アンブレラ社の元工作員（スパイ）。色白肌のアジアンビューティー。アンブレラではウェスカー直属の部下で、ウェスカーがアンブレラを離脱した際に共にアンブレラから離脱した。
社会に溶け込み、諜報機関や情報施設に潜入することを得意 とし、救出チームの中ではレオン達より先んじてアンブレラ・プライムに派遣された。さまざまな小型道具を扱うことに長け、原作ゲーム『4』に登場したフックショットや、施設の情報などがHUDとして表示されるメガネ等を所持している。なお、フックショットに関しては、本作では本来の使い方以外にも、敵に向かって発射し、引き寄せるなどの攻撃にも使用している。
先んじて潜入した実験施設で救出したアリスと共に、施設から脱出すべく共闘する。戦闘力はアリスに負けず劣らずで、ハイヒールを履いたまま華麗に戦う。
中盤でアリスを逃がすために囮となって戦うが、ジルに人質として捕らわれる。アリスを追ってきたジルに捕虜として連行された際、クローンレインに殴られて気絶する。アリス達がレインを退けた後は、レオンによって救出されて生還した。
赤いカクテルドレスとハイヒールという彼女の衣装は、主に原作ゲーム『4』の衣装に準じている。
バリー・バートン（Barry Burton）
演：ケヴィン・デュランド
レオン率いるアリス救出チームの一員。原作ゲームと同様にマグナム銃を愛用している。
チームの前衛を任されており、危険地帯には基本的にバリーが突入してから、レオン達が続くという形をとっている。
潜水艦ドックでアンブレラの兵隊を一掃し、モスクワエリアでプラーガ・アンデッドや巨大リッカーの襲撃を生き延びてアリスの救出に成功するが、終盤で再び巨大リッカーに襲われ、重傷を負いながらもクローンワンらと激しい銃撃戦を繰り広げる。
最後は人質に捕らわれたエイダを助けるため、無抵抗で敵の眼前に赴き銃撃を受けるが、クローンワンが油断した隙を狙い、最後の力を振り絞って切り札のマグナム銃でクローンワンを射殺して一矢報いた。その後、クローンカルロスの銃撃を浴びて死亡する。
原作ゲームシリーズでは初代『1』に登場する特殊部隊S.T.A.R.S.の隊員の一人である。本作における彼の纏う衣装は、『1』で彼が着用していた赤を基調とした特殊部隊S.T.A.R.S.の制服に準じている。ただし、原作と異なり本作にはS.T.A.R.S.に所属している設定がないため、原作の衣装からS.T.A.R.S.に関するロゴや刺繍などを取り除いた形となっている。
ルーサー・ウエスト（Luther West）
演：ボリス・コジョー
レオン率いるアリス救出チームの一員。前作でマジニの襲撃を受けた際にアリス達と離れ離れになったが生還しており、今作ではアリス救出チームの一員として登場する。
終盤でアンブレラ・プライムからの脱出に成功し、レオンと共にクローンレインと肉弾戦を繰り広げるも、プラーガ寄生体を注射した彼女に終始圧倒され、強烈な掌底打ちを受けて心停止したために死亡する。
セルゲイ・ウラジミール（Sergei Vladimir）
演：ロビン・カシヤノフ
レオン率いるアリス救出チームの一員。チーム内では電子端末による現在地の確認や救出ルートの計算を担当する。
アンブレラ・プライムのモスクワエリアにおいて、プラーガ・アンデッド部隊の攻撃から逃げ切るための迂回ルートを探し出すも、迂回先のルートで巨大リッカーに捕えられ、頭部を喰いちぎられて死亡する。
映画劇中ではファーストネームである「Sergei（セルゲイ）」としか呼ばれないが、映画序盤の潜水艦ドッグにレオン達が潜入した際に、レッドクイーンに感知される場面で、画面に救出チーム全員のフルネームが表示されており、ラストネームが「Vladimir（ウラジミール）」であることが確認できる。なお、原作ゲーム『バイオハザード アンブレラ・クロニクルズ』にも、アンブレラ社のロシア支部、コーカサス研究所に所属するアンブレラの幹部として「セルゲイ・ウラジミール大佐」というキャラクターが登場している。
アンダーソン監督は、ファミ通のインタビューにて、本作の舞台である生物兵器のシミュレーション施設「アンブレラ・プライム」は、上記のコーカサス研究所のオマージュであると語っているため、彼の名前もそれに因んだと思われる。ただし同姓同名である以外に両キャラクターに共通点は無い。
トニー・ロサト（Tony Rosato）
演：オフィリオ・ポルティージョ
レオン率いるアリス救出チームの一員。
アンブレラ・プライムのモスクワエリアにおけるプラーガ・アンデッド部隊との銃撃戦の最中、銃器のリロード中にプラーガ・アンデッド（チェーンソー男）に殺害される。

### 実験用クローン(民間人)
クローンアリス（Clone Alice）
演：ミラ・ジョヴォヴィッチ
アンブレラ社が造り出したアリスのクローン。今作ではアンブレラ・プライムの郊外エリアで何も知らず、夫トッドと娘ベッキーと3人で暮らす主婦になっている。
マジニ・アンデッドの襲撃からベッキーを連れて必死に逃げるが、逃げ込んだ民家で彼女をクローゼットへ隠した矢先にマジニ化したトッドに襲われる。後にオリジナルのアリスとエイダが訪れた際には惨殺された状態で発見された。
トッド（Todd）
演: オデッド・フェール
かつて『III』でアンブレラ北米支部にあるヘリコプターを奪うために、身を犠牲にして爆死した元アンブレラバイオハザード対策部隊（U.B.C.S.）隊長のカルロス・オリヴェイラのクローンで、クローンアリスの夫。
マジニ・アンデッドの襲撃から身を挺して妻子を逃がすが、彼女らの落ち延びた先でマジニと化してクローンアリスに襲いかかる。その後は映画では描写されないが、小説版ではアリスに倒された兵士の死体を貪っている最中にアンブレラ・プライムが爆破され、押し寄せてきた水に飲みこまれたという描写がされている。
ベッキー（Becky）
演: アリアーナ・エンジニア
実験用のクローンの少女。クローンアリスとトッドの娘。聴力に障害があり、手話で話す。
逃げ込んだ民家に隠れていたところを本物のアリスに発見され、彼女を母と思い込み、共に行動する。自分を含めて吊り下げられたクローン達の姿を目撃したり、巨大リッカーに浚われて繭の中に閉じ込められる等の散々な目に逢うが、アリス達と共に地下施設からの脱出に成功した。
クローンレイン（Clone Rain）
演: ミシェル・ロドリゲス
第一作に登場したアンブレラ特殊部隊隊員レイン・オカンポのクローンで、二人登場する内の一人。好戦的な性格のオリジナルと異なり、銃の反対デモに参加しているという記憶を植え付けられている。
オリジナルやもう一人のクローンとは違い、銃の扱いも知らない一般市民と設定されており、アンデッドの襲撃から逃げるクローンアリスとベッキーを自動車で救助するが、その直後に発生した事故によりはぐれてしまう。モスクワエリアで本物のアリスと合流した後は彼女達と行動を共にするが、巨大リッカーに襲撃された際に弾き飛ばされ、柱へ激突した際に首の骨が折れて死亡する。
本作の未公開シーンでは、ニューヨークエリアにてアリス達に襲いかかったアンデッドとしても登場している。

### アンブレラ社攻撃部隊
ジル・バレンタイン（Jill Valentine）
演：シエンナ・ギロリー
第2作『バイオハザードII アポカリプス』でアリスと共に行動し、ラクーンシティから生還した美しき元S.T.A.R.S.隊員。ラクーンシティ脱出以降、アリスとは別行動だったが、アンブレラ社に囚われて拷問された挙げ句、胸に節足動物型デバイス「スカラベ」を取り付けられてレッドクイーンに洗脳され、アンブレラ社の攻撃部隊の指揮を取ることになった。
当初からアリスに匹敵する天性の戦闘力の持ち主だったが、今作での戦闘力はアリスを圧倒する。銃撃も格闘も一切の無駄がなく、終盤でのアリスとの肉弾戦でも終始優勢を保ったまま戦闘不能にまで追い詰めるが、片手でアリスの首を絞めながら持ち上げ、とどめを刺そうとした際にデバイスを外されたことで洗脳から解放され、一時気を失う。その後に意識、自我を取り戻すと、クローンレインに追い詰められていたアリスへ銃を投げ渡して彼女の逆転の機会を作り、アリス達と共に生還した。
金髪のポニーテールに胸元の開いたバトルスーツの外観と、洗脳され敵になっている設定などは、原作ゲーム『5』に準じている。
クローンレイン（攻撃部隊員）/プラーガ・レイン
演：ミシェル・ロドリゲス
映画第一作『I』に登場したアンブレラ特殊部隊員レイン・オカンポのクローンで、二体登場する内の一体。こちらはジル率いる攻撃部隊の一員で、彼女の副官的存在として立ち回る。
銃の反対デモに参加している記憶を植え付けられた、もう一人のクローン体と異なり、こちらは『I』のレインと瓜二つな好戦的な性格で、アリスは彼女のことを「ぜんぜん変わってない」と評した。
他の攻撃隊員達が死んだ後もジルと共に生き残っており、基地から脱出したアリス一行の前にジルと共に氷下から潜水艦に乗って登場する。エイダを人質に取り、アリス達が攻撃できない間に自身にプラーガを注射して身体能力や防御力を強化し、エイダを殴って気絶させた。これを合図に戦いが始まり、レオンとルーサーがレインを銃撃するが、体に打ち込まれた弾丸を指先に集め、排出するという人間離れした技を披露した。
消火器で殴られてもびくともしない防御力と掌底打ちで人間を殺害できるほどの攻撃力で、ルーサーとレオンを圧倒する。そしてジルとの戦いで体力を失っていたとはいえ、アリスも一撃で追い詰めた。
自我を取り戻したジルがアリスの銃を投げ渡して加勢するものの、銃弾を無力化できるレインは「あんたには殺せないよ」とアリスを挑発した。しかし、直前でレインに蹴り飛ばされて倒れた際に、水没したアンブレラ・プライムから海中に投げ出された軍服姿のプラーガ・アンデッド達が、戦いの騒ぎを聞きつけ、足元の海に集まっていることを目撃していたアリスは、レインではなくレインの足元を狙って銃撃する。
レインの足元の氷が破壊され、海に落っこちたレインは、プラーガ・アンデッド達に羽交い絞めにされ動けなくなり、最後はアリスに「あたしは戻ってくるからね」と恨み節を吐きながら、海中へ引きずり込まれた。
小説版ではその後、海中で完全にクリーチャー化し、潜水艦での脱出を図るドリ一行の前に立ちはだかった。
クローンカルロス（Clone Carlos）
演：オデッド・フェール
アンブレラが造り出したカルロスのクローンで、二体登場する内の一体。こちらはジル率いる攻撃部隊の一員でクローンワンと共に、他の隊員達の統制役を務める。
終盤で他の隊員らと共にバリーを射殺するも、クローンレイン以外の残存隊員と共に基地の破壊に巻き込まれ、死亡した。
小説版では彼のスカラベが故障して機能していなかった為、感情を持っていたことが明かされた。ジルに好意を抱いており、彼女の側にいるために洗脳されたふりをして攻撃部隊に参加していた。
クローンワン（Clone One）
演：コリン・サーモン
第一作に登場したアンブレラ特殊部隊隊長ワンのクローン。今作ではジル率いる攻撃部隊の一員で、ここでも他の隊員達の纏め役を務めている。
バリーと激しい銃撃戦を繰り広げた後、人質に取ったエイダを盾に彼を銃撃して瀕死にさせるが、油断して銃を下ろしたところでバリーにマグナム銃で射殺される。

### その他
第一感染者のクローン（J Pop Girl）
演：中島美嘉
前作（バイオハザード4）の冒頭に登場した、東京で最初にT-ウイルスに感染し、アンデッドとなった女性。今作ではアンブレラ社によるクローンのマジニ・アンデッドとして登場する。
アンブレラ社による施設の東京エリアから制御室へと続く光る廊下で、他のアンデッドらと共にアリスに襲いかかるが、射殺される。

### 小説版の登場人物
小説版で語られるエピソードに登場する。アリス一行と並行して行動を開始していた、もう一組の脱走者たち。
ドリ
小説版に登場するもう1人の主人公。15歳程度の容姿をしたクローンの少女。自身が実験のために造られた事実を認知しており、自由を得るために外の世界を目指す。アリスの戦闘データを学習されており、彼女に及ばないまでも高い運動能力を誇る。
ジュディテク
本名はジュディ・ゴードン。実験施設の女性研究員。経緯は不明だが、試験用クローンであるドリを会社に隠れて娘のように育てていた。彼女と共に、アリス一行への対応に追われる施設からの脱出を敢行する。
トム・ペッパー
実験施設で働いていたアンブレラの整備士。友人をT-ウイルスによって失った過去を持ち、自身もクローン兵のように洗脳装置を取り付けられかけたため、忠誠心は捨てている。生物兵器に関する知識は豊富である。見切りも兼ねてドリとジュディテクの脱出を手引きし、脱出用の潜水艦を操縦した。

## 登場クリーチャー
マジニ・アンデッド（Majini Undead）
T-ウイルスに感染してから長い時間が経ち、体内に宿すT-ウイルスが経年劣化によって変異を遂げて進化した、アンデッド（ゾンビ）の亜種。「マジニ（Majini）」とはスワヒリ語で「悪霊」を意味する。
最も本能的な欲求である「食欲」に突き動かされ、生者を次々と襲う。通常のアンデッドより知能や身体能力が高く、アンブレラ・プライムの郊外エリアで、アリスとクローンレインがマジニ・アンデッドに遭遇した際に自動車で逃げようとするが、振り切ることが困難なほど非常に素早い。
人間を捕食する際には、「花弁状の嘴のような捕食器官」を口から露出させて襲いかかるほか、地中や水中を潜りながら獲物に忍び寄って奇襲することを得意とする。変異したウイルスを宿すマジニ・アンデッドに襲われた者もまたマジニと化すようであり、映画冒頭で襲われたクローンアリスの夫であるトッドもすぐにマジニと化した。
原作では、寄生生物「プラーガ・タイプ2、3」によって操られた人間のなれの果てという設定であったが、実写映画版ではT-ウイルスの変異の過程で生まれた「アンデッドの進化形態」という位置づけであり、プラーガとは無関係である。
本作の特典ディスクの解説 によると、マジニ・アンデッドの印象的な特徴である、口から露出させる花弁状の嘴のような捕食器官は、T-ウイルスの変異によって、血肉を効率よく摂取できるように体内に生成された牙であると語られている。また、この捕食器官は、感覚器としての役割も持っており、劇中では、郊外エリアの家に逃げ隠れたクローンのアリスとベッキーを見失ったマジニ・アンデッドが、この捕食器官を露出し、クローゼットの中に隠れていたアリス達を見つけ出す一幕もあった。
処刑マジニ（Axeman）
ニューヨークエリアにて、アリスとエイダを排除するべく、レッドクイーンによって解き放たれた人間ベースの生物兵器。
劇中でのビジュアルは、頭巾を被った巨漢のクリーチャーで、「斧」と「ハンマー」を合体させたような形状の巨大な断頭斧を軽々と自在に振り回す。
今作では同時に二体登場するが、外観の差別化を図るためか、一体は原作ゲーム『5』に準じた姿で、もう一体は『5』の姿をベースに、頭部が巨大な釘で貫かれた姿で登場する。
拳銃で頭を撃ち抜いてもビクともしないほど、全身が強化されているほか、前作に登場した個体よりも更に巨躯な体格になっており、前作同様、走るスピードは原作ゲームよりも速い。
ニューヨークエリアのバスや、タクシーを、手にした斧で豪快に破壊しながらアリス達に襲い掛かるが、知能はあまり高くなくタクシーに斧を突き刺した際に、動きが鈍った瞬間をアリス達に突かれ、その状態でガソリンの溜まった給油口付近を撃たれてタクシーが爆発し、二体とも死亡する。
本作の特典ディスクの解説 によると、アンブレラ社の最も成功した生物兵器の一つで、大量の複製（クローン）が製作されたと語られている。
原作ゲームでは、寄生生物「プラーガ・タイプ2」によって操られた人間のなれの果てである「マジニ」の一種という設定だが、映画版では上記のようにアンブレラ製の生体生物兵器という設定で、原作のマジニと特に関係の無い設定に変更されたためか、本作及び、前作「IV」のこのクリーチャーの名称は、原作の「処刑マジニ」の英名である「Executioner Majini（エグゼキューショナーマジニ）」ではなく、「AXEMAN（アクスマン）」 という名称になっている。
ただし、日本国内向けのパンフレットや公式サイト等における日本語名は原作同様「処刑マジニ」である。本作の特典映像等においても、アンダーソン監督やキャストはこのクリーチャーの名前を「Axeman」と発音しているが、これに対する日本語字幕は「処刑マジニ」となっている。
プラーガ寄生体（The Las Plagas parasite）
宿主の脊椎に寄生し、寄生した宿主の身体能力を向上して、素体がアンデッドであれば知性も与える寄生生物。
アンブレラ社がアンデッドやクリーチャーを完全統制する目的で開発した生物兵器であり、原作ゲームにおける「支配種」と「従属種」の両方のプラーガの性質を持つ。
アンデッドに投与すると、原作ゲームの「従属種プラーガ」のように人間の武器や道具を扱える程度の知能を保持するコントロール可能な生物兵器へと変貌し、生身の人間に投与すると、原作の「支配種プラーガ」のように人間としての記憶や人格を保ったまま超人的な身体能力を得られる。これを投与した攻撃部隊のクローンレインに至っては、脳のある頭部を含む全身に銃弾を受けても全く問題としないほどの生命力と、掌打によってルーサーを一撃で殺害するような驚異的な攻撃力を得ている。
本作では原作ゲーム『4』等と同じく注射器に入った状態で登場するが、卵の状態で注射して成虫に成長するまで待つ『4』とは異なり、幼虫の姿で登場して注射され、注射後すぐに効力を発揮している。原作ゲーム『5』においても、リカルド・アーヴィングが注射器に入った「支配種プラーガ」を自身に注射して、すぐに効力を発揮する似たような場面が存在するため、効果に即効性がある点に関しては『5』の物に近いようである。
原作ゲームシリーズでは、アンブレラ崩壊後の世界を描いた『4』で初登場する。プラーガは欧州の地で発見され、その危険性から現地のサラザール家と呼ばれる城主によって代々封印されてきたが、現地のカルト宗教団体「ロス・イルミナドス」教団の思想に入れ込んでいた8代目当主のラモン・サラザールが、教祖オズムンド・サドラーの命令で封印を解いたことで、現地に拡散してバイオハザードが発生する。バイオハザードが収束した後も別の組織の手に渡り、以後のシリーズ作品にも改良された個体がたびたび登場する。
このように原作ではアンブレラ崩壊後の世界に登場し、アンブレラ社とは無関係の存在だったが、本作ではアンブレラ社の製造した生物兵器として登場し、特典ディスクの「プラーガ・アンデッド」の解説 によると、『III』で頓挫してしまった、アンデッドを飼いならす計画で使用した「アリスの血液」の代案として生まれた存在であり、T-ウイルス製の生物兵器の欠点である「知能の低下」を克服するために製造された寄生生物という設定になっている。
名称の「Plaga（プラーガ）」とは、スペイン語で寄生虫である「ノミ」を媒介として感染するペスト等の「疫病」や「伝染病」を意味するほか、広義な意味での「災害」を意味する。
「Plaga（プラーガ）」は、スペイン語における女性名詞であるため、これが複数形になると、複数形の女性名詞に付けるスペイン語の冠詞「Las（ラス）」が付き、「Las Plagas（ラスプラガス）」という語句になる。災害を意味する「Plaga（プラーガ）」が複数形（Las Plagas）になることで、転じて寄生虫や害虫に関する被害、及び「害虫」や「寄生虫」そのものを意味するようになる。「災害をもたらす寄生虫」というのがこの寄生生物の名前の由来であり、原作でプラーガが登場する作品である『4』『5』『DM』では、会話や文章の文脈によって「Plaga」、「Plagas」、「Las Plagas」の語句が使い分けられている。
ただし日本国内向けに販売される原作作品では、たとえ「Plagas」や「Las Plagas」など語句がセリフなどで用いられる場合でも、日本語での字幕表記は、「プラーガ」とカタカナ表記、もしくは単に「寄生体」という表記で統一されている。
本作におけるこのクリーチャーの名称も、原文では「The Las Plagas parasite」 であり、劇中の日本語字幕と吹き替えでは、上記の原作ゲーム内の日本語表記に合わせて「プラーガ寄生体」と翻訳されている。
しかし、本作の劇場販売された日本語版プログラム2ページ目の解説や、後に発売された実写映画版バイオハザードシリーズ関連の一部書籍では、「The Las Plagas parasite」という原文の名称を直訳してしまったためか、「ラスプラガス寄生虫」という日本語名称で記載されてしまっており、日本の原作ゲームプレイヤーからすると馴染みの無い名前になってしまっている。
同様に本作の和訳された小説版でも「ラスプラガス」とカタカナで直訳されている。小説版は更に映画劇中の描写とは異なり、寄生虫ではなく「ラス・プラガス・ウイルス」と呼ばれるアンブレラ社が開発した新型のウイルスに変更されており、感染の度合いによって知性を取り戻す効力を持つウイルスであるとレオンによって説明されている。
プラーガ・アンデッド（Las Plagas Undead）
上記の「プラーガ寄生体」を投与されたアンデッド（ゾンビ）で、アンブレラ・プライムのモスクワエリアにて、侵入者であるレオン達を排除するべく、レッドクイーンによって解き放たれた生物兵器。
知能をプラーガで向上し、耐久力をT-ウイルスでそれぞれ強化した「T-ウイルス」と「プラーガ」を併用 したクリーチャー。原作ゲームシリーズには登場しない実写映画版オリジナルクリーチャーではあるが、原作とは様々な設定が異なる実写映画版の世界観における、原作ゲームシリーズの『4』や『5』に登場する最もスタンダードな敵クリーチャーで、プラーガに寄生されることで高度な知能を持ったまま、生物兵器として精密なコントロールが可能になった人間のクリーチャーである「ガナード」や「マジニ」に相当するクリーチャーである。
原作の「ガナード」や「マジニ」と同様に、人間の武器や乗り物を駆使して戦い、集団行動でレオン達を追い詰める。武器としてアサルトライフル、RPG-7、チェーンソーを使うほか、バイクや自動車も自在に乗りこなす。ただし素体がアンデッドであるためか、原作の「ガナード」や「マジニ」と異なり、頭部が弱点 であるほか、動きは鈍重であり、「ガナード」や「マジニ」のように会話による意思疎通を行う描写は無い。ただし、後述のチェーンソー男がレオンに襲い掛かる場面で、チェーンソー男の口角が上がって笑顔になっていたり、バイクに乗る個体が、単に移動するだけなら行う必要が無いウィリー走行のような曲芸走行を行う描写があることから、通常のアンデッドとは異なり、感情を持っているような描写がされている。
また、プラーガ・アンデッドを生み出したアンブレラが、ロシアの地に眠る旧ソ連兵をイメージしたのか、登場するすべての個体が旧ソ連時代の軍服を着用しており、文字通り軍隊としてレオン達の前に立ちはだかる。
初登場時には、モスクワエリアのグム百貨店を模した建物の前に、整列した状態で大量に現れて、郊外エリアでエイダとアリスに合流しようとしていたレオン達の進行を阻害した。そのまま銃撃戦が始まり、レオン達はグム百貨店内の店舗での籠城を余儀なくされた。プラーガ・アンデッドとの戦いを避けて、郊外エリアに向かうことができる迂回ルートがセルゲイによって示された後も、バイクや自動車を使って執拗にレオン達を追跡し続け、後にアリスが運転する車とのカーチェイスを繰り広げる一幕もあった。
特典ディスクの解説 によると「プラーガ・アンデッド」は、かつて「III」でサミュエル・アイザックス博士を中心に行われた「アンデッドの飼い慣らし計画」の完成形モデルであり、飼い慣らしに失敗して生まれた獰猛な「スーパー・アンデッド」とは異なり、従順な性質で知性があり、軍隊のように団結して戦うことが出来るため、アンブレラ社にとって最も役に立つ存在であると解説されている。
なお、このクリーチャーの劇中での名称は、日本語字幕や吹き替えでは「プラーガ・アンデッド」と呼称されるが、本作の和訳された小説版では原文の「Las Plagas Undead」を日本語にそのまま直訳したためか、「ラス・プラガス・アンデッド」と呼称されている。
チェーンソー男（Las Plagas Undead：Primary Weapon "Chain Saw"）
プラーガ・アンデッドの一種で、プラーガと高い適合率を見せたアンデッドに、強靱な腕力を活かせる武器としてチェーンソーを持たせた者。他の個体よりタフで銃弾に怯まずにチェーンソーを扱う。原作とは違ってアンデッドを素体としており、グム百貨店内の籠城戦で一体だけ登場した。
トニーの銃撃にひるまず接近し、トニーをチェーンソーで殺害した後に、リロード中で銃が使えないレオンに襲い掛かったが、背後からルーサーに頭を打ちぬかれて撃退された。
原作ゲームシリーズに登場するプラーガに寄生されることによって「ガナード」や「マジニ」に変貌した個体は、高い知能を持つことから様々な人間の武器を使用してプレイヤーに襲い掛かってくるが、中でもチェーンソーを所持した個体は、他の個体よりもタフネスで、即死攻撃を持ち、麻袋で顔を隠すなどの特徴的な外観を持つことから、それぞれ「チェーンソー男」や「チェーンソーマジニ」といった固有名称が与えられており、プレイヤーにとって脅威とされているクリーチャーである。
巨大リッカー（Uber Licker）
人間の体組織に直接T-ウイルスを注入して製造された人間ベースの生物兵器。不安定な性質で、新鮮な人間のDNAを摂取することで変異して巨大化することがある。かつて『I』に登場した個体よりも、はるかに巨大化していることから、本作に登場するリッカーは「巨大リッカー（Uber Licker）」と呼称される。
名称の「リッカー（Licker）」とは、「舐めるもの」を意味する英語の造語で、英名の「Uber Licker」の「Uber」とは「優れている」を表す接頭詞である。
特徴的な長く伸びる舌は、文字通り「二枚舌」となっており横に並んでいる。舌を使って敵を締め上げたり、巨体そのものでの攻撃を得意とする。
走行する自動車を軽々と追い越す巨体に見合わない敏捷性と、自動車を弾き飛ばす程の圧倒的なパワーを併せ持っている。生命力も非常に高く、施設の天井の崩落に巻き込まれたり、アリスにサブマシンガンで脳を執拗に撃たれても生きているほどである。
基本的に獲物はすぐに殺さず、生け捕りにして、自らが生み出した繭の中へ閉じ込める性質を持ち、モスクワエリア等ではリッカーによって生成された繭が数多く存在する。
特典ディスクの解説 によると、リッカーが『I』で見せた新鮮な人間のDNAを摂取することで変異して巨大化する不安定な性質は、生物兵器としてコントロールするためには制御が難しく、アンブレラが開発していた生体生物兵器の中では失敗作とされていたが、カムチャッカ半島海溝に存在する旧ソ連の潜水艦ドックに併設された広大な敷地面積を誇る「アンブレラ・プライム」は、巨大化するリッカーの成長を見守るのにうってつけであることが分かり、ここで大量の巨大リッカーが製造されたと語られている。
また、リッカーが新たに見せた繭を生成して獲物を閉じ込める特徴は、この繭の中に獲物を閉じ込めドロドロに溶かし、プロテインに富んだ物体に変質させた後に吸収するためであると解説されている。
また、特典映像のアンダーソン監督の解説では、リッカーの生成する「繭」のデザインに関して、ただの繭ではなく、リッカーらしい禍々しさが欲しいとデザイナーに依頼したと語っており、繭の外観をトラバサミのようにし、獲物がトラバサミに閉じ込められているようなデザインになった解説している。
キペペオ（Kipepeo）
映画のエンドクレジット直前で登場した、ワシントンD.C.の上空を飛行する翼竜のようなクリーチャー。「キペペオ（Kipepeo）」とはスワヒリ語で「蝶々」を意味する。
実写映画版バイオハザードシリーズの伝統である、エンドクレジット直前の長回しの後退ショットのシーンで登場し、ワシントンD.C.の上空から大量に飛来してヘリコプターやV-22を撃墜している様子が描かれ、次回作の展開を予感させる形で映画は幕を閉じる。
ディスク版特典の「監督とプロデューサーによる音声解説」によると、兵器によって容易に撃退できる地上のアンデッド軍団や生物兵器とは異なり、空から飛来する「キペペオ」の登場により、人間優位の状況は大きく変わると語られているほか、禍々しい見た目に反して、「キペペオ（蝶々）」という名前であることから、「名前と外見が一致しない」とも語っている。
なお、このワシントンD.C.でのアンデッド軍団との戦いの直後を描いた、次回作にも、ワシントンD.C.で飛行するクリーチャーが登場するが、そちらでは「キペペオ」ではなく、「ポポカリム」という名称のクリーチャーに変更されている。

## 登場兵器

### ティルトローター機
- 設計

V-22オスプレイを発展させた設計のティルトローター機である。機体はRAH-66のようにステルス性能を強く意識した設計をしているほか、オスプレイの改良設計のためそれまでの欠陥が改善されており、安定した飛行性能を備えている。
- キャビン

キャビンはV-22と異なり機内は機器類が露出しておらず、内装の内側に収納されている。
- アビオニクス

コックピット計器はタッチパネル式液晶ディスプレイが用いられより先進的になっている。
- 武装

M61 バルカン・ミサイル・ロケットポッド等

## 日本語吹替
| 役名                                      | 俳優                                  | 日本語吹替                                 | 日本語吹替                                            |
| 役名                                      | 俳優                                  | 劇場公開版                                 | テレビ朝日版                                          |
| ----------------------------------------- | ------------------------------------- | ------------------------------------------ | ----------------------------------------------------- |
| アリス・アバーナシー                      | ミラ・ジョヴォヴィッチ                | 本田貴子                                   | 岡寛恵                                                |
| クローンアリス                            | ミラ・ジョヴォヴィッチ                | 本田貴子                                   | 岡寛恵                                                |
| エイダ・ウォン （アンブレラ社の元工作員） | リー・ビンビン （声：サリー・カヒル） | 岡本麻弥                                   | 皆川純子                                              |
| クローンレイン （民間人と攻撃部隊員）     | ミシェル・ロドリゲス                  | 朴璐美                                     | 高山みなみ                                            |
| ジル・バレンタイン                        | シエンナ・ギロリー                    | 湯屋敦子                                   | 岡本麻弥                                              |
| アルバート・ウェスカー （私設部隊）       | ショーン・ロバーツ                    | 立木文彦                                   | 大塚明夫                                              |
| ルーサー・ウエスト                        | ボリス・コジョー                      | 楠大典                                     | 山野井仁                                              |
| レオン・S・ケネディ                       | ヨハン・アーブ                        | 宮内敦士                                   | 森川智之                                              |
| クローンワン                              | コリン・サーモン                      | 大友龍三郎                                 | 玄田哲章                                              |
| クローンカルロス （攻撃部隊員）           | オデッド・フェール                    | てらそままさき                             | 江原正士                                              |
| トッド （民間人）                         | オデッド・フェール                    | てらそままさき                             | 江原正士                                              |
| ベッキー （クローンアリスとトッドの娘）   | アリアーナ・エンジニア                | 羽飼まり                                   | 能登麻美子                                            |
| バリー・バートン                          | ケヴィン・デュランド                  | 金光宣明                                   | 江川央生                                              |
| セルゲイ                                  | ロビン・カシヤノフ                    | 金野潤                                     | 亀田佳明                                              |
| トニー                                    | オフィリオ・ポルティージョ            | なし                                       | 不明                                                  |
| 第一感染者 （クローン）                   | 中島美嘉                              | 台詞なし                                   | 台詞なし                                              |
| レッド・クイーン                          | ミーガン・シャルパンティエ            | かないみか                                 | 釘宮理恵                                              |
| サミュエル・（サム）・アイザックス博士    | イアン・グレン （アーカイブ映像）     | 水内清光                                   | 大塚芳忠                                              |
| その他                                    |                                       | 鍋井まき子 滝知史 田村真 鈴木佑治 佐藤芳洋 | 樋口あかり 田村真 中尾一貴 荒井勇樹 小若和郁那 水越健 |
| 日本語版制作スタッフ                      |                                       |                                            |                                                       |
| 演出                                      |                                       | 中野洋志                                   | 鍛治谷功                                              |
| 翻訳                                      | 太田直子                              | 藤澤睦実                                   | 藤澤睦実                                              |
| 制作                                      |                                       | ACクリエイト                               | ブロードメディア                                      |
| 初回放送                                  |                                       |                                            | 2014年11月2日 『日曜洋画劇場』 21:00-23:10            |

※2015年12月2日発売の「吹替洋画劇場」シリーズ「吹替洋画劇場『バイオハザードV リトリビューション』デラックス エディション」Blu-rayには本編ディスクとは別に、テレビ朝日版（約85分）の吹き替え版を収録した特典ディスクが付属している。

## 日本語版制作スタッフ
- 劇場公開・ソフト版
  - 演出：中野洋志
  - 翻訳：藤澤睦実
  - 翻訳監修：今田利枝
  - 調整：菊池悟史
  - 録音：長谷川巧、北浦祥子
  - 日本語版コーディネーター：菊地謙、カーフット善（ACクリエイト）、Mixed at Shepperton Studios(UK)
  - 日本語版制作：ソニー・ピクチャーズ・エンタテインメント、ACクリエイト株式会社
- テレビ朝日版
  - 演出：鍛治谷功
  - 翻訳：藤澤睦実
  - 日本語版制作：ブロードメディア・スタジオ

## テレビ放映
| 回数 | テレビ局   | 番組名（放送枠名） | 放送日         | 放送時間      | 放送分数 | 視聴率 | 備考 |
| ---- | ---------- | ------------------ | -------------- | ------------- | -------- | ------ | --- |
| １   | テレビ朝日 | 日曜洋画劇場       | 2014年11月2日  | 21:00 - 23:10 | 130分    | 15.1%  | アリスをはじめ続けて登場した人物については、同一の声優陣による吹き替えが施されている。 映画本編を冒頭からそのまま放送するのではなく、合間にアリスをはじめ今作の登場人物の紹介やミラ・ジョヴォヴィッチとポール・W・S・アンダーソンへのインタビュー、そして事前に視聴者から募集したミラやポールへの質問コーナーを挟みながら放送した。 本編終了後には、2015年から制作開始する 次回作『バイオハザード: ザ・ファイナル』でシリーズを完結させることや、第1作の登場人物を再登場させることがポールの発言で明かされた。 |
| ２   | テレビ朝日 |                    | 2016年12月25日 | 21:30 - 23:06 | 96分     | 8.8%   | 「バイオハザード: ザ・ファイナル」公開記念での放送。公式サイトなどでは「日曜洋画劇場」の放送作品の一つとして扱われているが、あくまで「土曜プライム」枠外特番の扱いであり、「日曜エンタ・日曜洋画劇場」としても放送されていない。 |
| ３   | テレビ東京 | 午後のロードショー | 2018年3月29日  | 13:50 - 15:55 | 125分    |        | |

- 視聴率はビデオリサーチ調べ、関東地区・世帯・リアルタイム。

## 音楽
音楽は前作に引き続きトムアンドアンディが手掛ける。サウンドトラック盤は2012年9月11日にアメリカで発売された。
| 全作詞・作曲: トムアンドアンディ。 |                                           |                    |                    |      |
| #                                  | タイトル                                  | 作詞               | 作曲・編曲         | 時間 |
| 1.                                 | 「Hexes (Featuring Chino Moreno)」        | トムアンドアンディ | トムアンドアンディ | 3:00 |
| 2.                                 | 「Flying Through The Air」                | トムアンドアンディ | トムアンドアンディ | 3:48 |
| 3.                                 | 「First Blood」                           | トムアンドアンディ | トムアンドアンディ | 1:12 |
| 4.                                 | 「Tokyo Revisited」                       | トムアンドアンディ | トムアンドアンディ | 2:05 |
| 5.                                 | 「Corridor」                              | トムアンドアンディ | トムアンドアンディ | 2:52 |
| 6.                                 | 「Planting」                              | トムアンドアンディ | トムアンドアンディ | 4:04 |
| 7.                                 | 「Axemen」                                | トムアンドアンディ | トムアンドアンディ | 2:47 |
| 8.                                 | 「Fall Back」                             | トムアンドアンディ | トムアンドアンディ | 1:51 |
| 9.                                 | 「Imprinted」                             | トムアンドアンディ | トムアンドアンディ | 0:56 |
| 10.                                | 「Suburbia」                              | トムアンドアンディ | トムアンドアンディ | 2:49 |
| 11.                                | 「Phantom Chase」                         | トムアンドアンディ | トムアンドアンディ | 2:48 |
| 12.                                | 「End Of The World」                      | トムアンドアンディ | トムアンドアンディ | 1:25 |
| 13.                                | 「Drive Away」                            | トムアンドアンディ | トムアンドアンディ | 1:10 |
| 14.                                | 「Ice Pack」                              | トムアンドアンディ | トムアンドアンディ | 2:03 |
| 15.                                | 「Zombies Under Ice」                     | トムアンドアンディ | トムアンドアンディ | 2:02 |
| 16.                                | 「It's Help」                             | トムアンドアンディ | トムアンドアンディ | 2:08 |
| 17.                                | 「Flying Through The Air (T-Mass Remix)」 | トムアンドアンディ | トムアンドアンディ | 3:55 |

日本版主題歌
- 『明日世界が終わるなら』唄：中島美嘉　※エンドクレジット2曲目に使用。

2012年9月19日発売。MUSIC VIDEO DVD付初回限定盤：AICL 2420～1　通常盤：AICL 2422

## Blu-ray・DVD
ソニー・ピクチャーズエンタテインメントより下記が発売。 
- バイオハザードⅤ リトリビューション Blu-ray ペンタロジー BOX(初回生産限定、6枚組、2012年12月19日発売)
- バイオハザードⅤ リトリビューション Blu-ray IN 3D(初回生産限定、2枚組、2012年12月19日発売)
- バイオハザードⅤ リトリビューション Blu-ray & DVDセット(初回生産限定、2枚組、2012年12月19日発売)
- バイオハザードⅤ リトリビューション DVD(初回生産限定、1枚組、2012年12月19日発売)
- バイオハザードⅤ リトリビューション 【Amazon.co.jp限定】Blu-ray IN 3D スチールブック仕様(数量生産限定、2枚組、2012年12月19日発売)
- バイオハザードV リトリビューション Blu-ray・廉価版(1枚組、2013年6月26日発売)
- バイオハザードV リトリビューション DVD・廉価版(1枚組、2013年6月26日発売)

## エピソード
- シリーズを通してジル役を演じてきたシエンナ・ギロリーは制作側の意向で降板が発表されていたが、後にファンの声援を受けて続投が決定した。今作でもゲームのジルの動きや表情をきめ細かく研究して演技を実践したため、映画版に対して否定的だったゲームファンから絶賛された。
- 本作の撮影は2011年10月から同年12月にかけて行われ、トロントのシネスペース・フィルム・スタジオ以外にも、ニューヨークのタイムズ・スクエア、東京、モスクワの赤の広場がロケ地となった。
  - 撮影中のシネスペース・フィルム・スタジオ内に建てられたセットにて、稼働式の台が地面に倒れ込み、ゾンビ役のエキストラ12人と撮影スタッフ4人が負傷した。すぐに救急隊が現場に到着したが、負傷したエキストラたちは血まみれの衣裳や特殊メイクを施していたため、怪我の程度を把握するのが困難だった。警察の発表によると、幸いにも命に係わるような重傷者は出なかったという[22]。
- 日本では最終興行収入38億1000万円を記録した。これは2012年の洋画興行収入の2位である[23]。
- 前作のラストシーンまでアリスと共に行動していたクリス、クレア、Kマートは今作では登場しない。アンダーソン監督のインタビューによると、レオンやエイダ等の新キャラクターの登場、レインや過去のキャラクターの復活を優先したためとされる。
- エイダ役のリー・ビンビンは東京で行われる試写会への出席を拒否し、日本版ポスターから自身を削除するよう申し出た。尖閣諸島問題で日中の対立が高まったことを受け、「釣魚島（日本名：魚釣島）は中国固有の領土である」との政治的立場を表明し、日本だけは絶対に行かないと宣言し、波紋を呼んだ。